# Ludwig Fischer (śpiewak)
Johann Ignaz Ludwig Fischer (ur. 18 sierpnia 1745 w Moguncji, zm. 10 lipca 1825 w Berlinie) – niemiecki śpiewak operowy, bas.

## Życiorys
W dzieciństwie pobierał lekcje gry na skrzypcach i wiolonczeli. Śpiewu uczył się u Antona Raaffa w Mannheimie. Występował w Mannheimie (1772), Monachium (1778) i Wiedniu (1780). W 1782 roku wykonał powierzoną mu przez W.A. Mozarta rolę Osmina w prapremierowym przedstawieniu Uprowadzenia z seraju. W 1783 roku śpiewał w Concert Spirituel w Paryżu, później odwiedził Włochy, występował też w Pradze i Dreźnie. Od 1785 do 1789 roku pozostawał w służbie księcia Thurn und Taxis w Ratyzbonie. Od 1789 roku mieszkał do końca życia w Berlinie. W 1794 i 1798 roku odwiedził Londyn. Po raz ostatni wystąpił na scenie w 1812 roku, w 1815 roku przeszedł na emeryturę.
Należał do najbardziej podziwianych śpiewaków swojej epoki, dysponował głosem o rozległej skali, sięgającej od D do a1. Wolfgang Amadeus Mozart poza rolą Osmina w Uprowadzeniu z seraju napisał dla niego swoje dwie arie, Aspri rimorsi atroci (KV 432) i  Non só, d’onde viene (KV 512), Johann Friedrich Reichardt natomiast główną rolę w operze Brenno.
Zajmował się także komponowaniem, był autorem popularnej piosenki biesiadnej Im kühlen Keller sitz ich hier. Napisał autobiografię obejmującą wydarzenia do 1790 roku, której rękopis znajduje się w zbiorach Biblioteki Państwowej w Berlinie. Jego syn Joseph oraz córki Josepha i Wilhelmine również zostali śpiewakami.